# وقایع‌نگاری سال‌های پرتب‌وتاب
وقایع‌نگاری سال‌های پُرتب‌وتاب (روسی: Повесть пламенных лет) یک فیلم درام روسی به کارگردانی یولیا سولنتسوا است که در سال ۱۹۶۱ منتشر شد. از بازیگران آن می‌توان به لئونید پارخامنکو و بوریس آندریف اشاره کرد. سولنتسوا بابت کارگردانی این فیلم، برندهٔ جایزه بهترین کارگردان در جشنواره فیلم کن ۱۹۶۱ شد.